# Robert James Graves

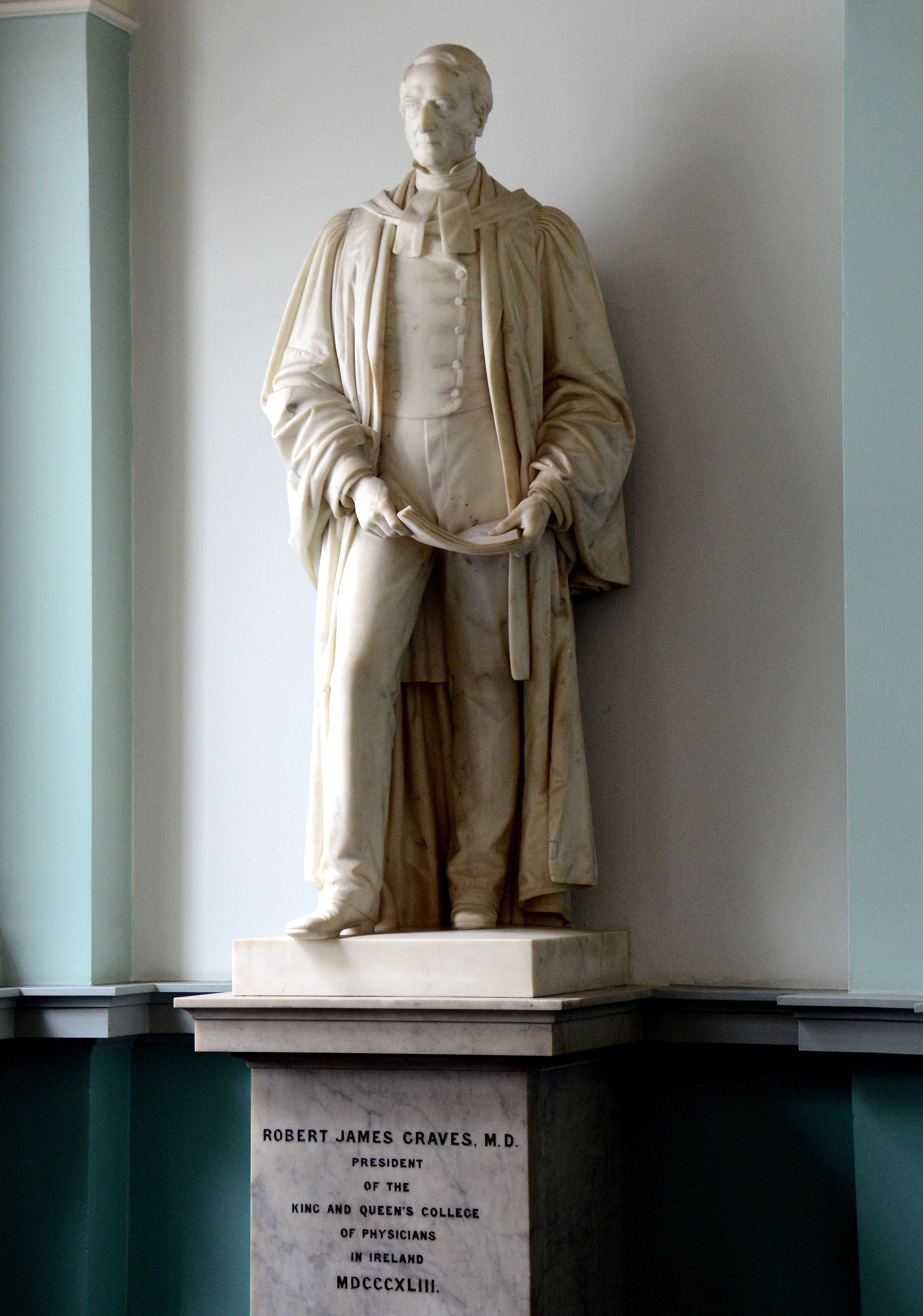
Estatua de mármol de Robert James Graves.

Robert James Graves (1796 - 20 de marzo de 1853) fue un cirujano irlandés que dio nombre a la enfermedad de Graves. Fundador del Dublin Journal of Medical Science, fue líder de la Escuela Irlandesa de Diagnósticos.

## Infancia
Nacido el 27 de marzo de 1796 en la calle Harcourt, Dublín, Graves fue el octavo hijo de Dean Richard Graves y Elizabeth María Drought (1767-1827), hija del reverendo James Drough (1738-1820) D.D., de Ridgemount, Ballboy, King´s Co. (Offaly), Ferbans (County Wicklow) y del decano de Trinity College.
En 1818, al terminar una brillante carrera de pregrado en el Trinity College de Dublín, Graves pasa los siguientes tres años viajando a través del continente, visitando las escuelas de medicina de Edimburgo, Londres, Berlín, Vietnan, Gottingen, Hamburgo, Copenhague, así como otras en Francia e Italia.
Graves tenía un talento excepcional para los idiomas, y durante uno de sus viajes por el continente fue encarcelado durante diez días en Austria por viajar a pie sin pasaporte cuando las autoridades creyeron que era un espía alemán. No podían creer que un inglés pudiera hablar tan bien el alemán. En otro de sus viajes salvó un barco y a su tripulación, amotinada al asumir el mando durante una tormenta en el Mediterráneo mientras viajaban desde Génova a Sicilia. Durante una tempestad el barco sufrió una filtración de agua, las bombas fallaron y la tripulación intentó abandonar el barco, pero Graves agujereó el único bote salvavidas con un hacha, y luego procedió a reparar las bombas de agua con cuero de sus propios zapatos, salvando así el barco y a todos los que estaban a bordo. En el transcurso de un viaje a través de los Alpes suizos conoció al pintor Joseph Mallord William Turner (1775-1851). Viajaron y pintaron juntos durante varios meses, y ocasionalmente viajaron juntos a Roma.
Graves fue descrito como alto, oscuro, de características expresivas, buen hablar y con el poder de convencer a otros por su manera de pensar. Su amabilidad, su falta total de arrogancia y su amor por la verdad hicieron popular a este gran hombre.

## Carrera como médico
Graves retorna a Dublín en 1821, estableciendo su propia práctica médica e introduciendo nuevos métodos clínicos que había visto en sus viajes al Meath Hospital y al Park Street School of Medicine, el cual ayudó a fundar. Ello incluía, entre otras cosas, la enseñanza con pacientes, sobre lo que William Hale White dijo 'esto es enseñanza clínica real', y continúa, en su libro Grandes Doctores del Siglo Diecinueve, para decir que Graves tiene el honor de haber introducido este sistema en Irlanda:
«Graves insiste en que el sistema utilizado en Edimburgo, en el que el profesor interroga al paciente en voz alta y el secretario repite la respuesta imitando al paciente, mientras la multitud de estudiantes escucha alrededor de la cama tomando notas, la mayoría de los cuales no pueden ver al paciente, no tiene ninguna utilidad. Los estudiantes deben examinar a los pacientes ellos mismos bajo la guía de sus profesores, y deben hacer sugerencias sobre el diagnóstico, sobre la patología y el tratamiento a su profesor, quien debe discutir el caso con sus alumnos.»
Con esta técnica, uno de los estudiantes, William Stokes (1804-1878) rápidamente pasó a ser su colaborador. Juntos hicieron mundialmente famosa a la Escuela de Medicina de Dublín.
Graves poseía las cualidades que debía tener un gran profesor. Era alto, moreno y de modales vivaces, y como otros profesores vanguardistas de la época daba sus lecturas en inglés más que en latín, como era el caso en la mayoría de las clases durante la década de 1830. En su lectura introductoria, dijo: «Desde el primer momento el estudiante debe centrarse en ver el progreso y los efectos de la enfermedad, y debe perseverar en la observación diaria de enfermedades durante todo el transcurso de sus estudios».
Graves fue nombrado profesor del Instituto de Medicina del Colegio Irlandés de Médicos, escribió ensayos y dio conferencias sobre temas de fisiología. Sus "Conferencias clínicas" fueron publicadas en 1843 (y nuevamente en 1848), dando fama a su nombre a lo largo de toda Europa. Fue presidente del Royal College of Physicians de Irlanda en 1843 y 1844, y miembro electo de la Royal Society de Londres en 1849. También recibió membresías honorarias de las sociedades médicas de Berlín, Viena, Hamburgo, Tubinga, Brujas y Montreal. 
Entre las innovaciones introducidas en sus conferencias estaban la toma del pulso controlada con reloj y la práctica de dar comida y líquidos a los pacientes con fiebre, en lugar de privarlos de la alimentación.
Al igual que la importancia práctica de aprender aparte para asegurar que un graduado no era un "práctico que nunca practicó", el enfatizaba la importancia de la investigación, "aprende el deber y degusta el placer del trabajo original". Él correspondió con viejos alumnos por todo el mundo y continuó como un profesor inspirado hasta su muerte en 1853. 
Graves era sarcástico en algunas ocasiones. Al lidiar con el ataque de un colega sobre el uso del estetoscopio, el cual era defendido por él mismo y Stokes, él escribió: "Nosotros sospechamos que el sentido de audición del Dr. Clutterbuck debe estar herido: para él la 'trompeta del oído' magnifica pero distorsiona el sonido, representándolo menos distinto que antes". El Dr. Clutterbuck era Henry Clutterbuck, 1770-1856.
En reconocimiento de sus logros en la educación, Graves fue nombrado profesor regional del Instituto de Medicina en la Universidad de Trinity. Con William Stokes él editó el Periódico de Dublin de Medicina y Ciencia química de 1832 a 1842, un periódico que había fundado con el Sr. Robert Kane (1809-1890). Su duradera fama permanece sobre todo en sus conferencias clínicas, las cuales eran un modelo para su tiempo y recomendadas por 
no otro que Armand Trousseau (1801-1867), quien sugirió en término "la enfermedad de Grave"
Una estátua de Graves se encuentra en el Royal College of Surgeons en Dublin, construída en 1878.

## Vida privada
Su primera esposa (y prima) fue Matilda Jane Eustace (1806-1825), hija de Richard y Catherine (Sequía) Eustace de Valetta, Kingstown, Co. Dublín, quien murió en el parto. Su segunda esposa fue Sarah Jane Brinkley (1801-1827), hija del reverendo John Brinkley, pero ella también murió después de dar a luz a una hija. Se casó con su tercera esposa en 1830, con quien tuvo seis hijos. Ella era Anna, la hija mayor del reverendo William Grogan de Slaney Park (anteriormente conocido como Crosbie Park) Co. Wicklow, de su esposa, una hija del Sr. Saunders de Newtownsaunders, Co. Wicklow, un primo lejano de Graves a través de la familia Dawson de Kinsaley, Co. Dublin.
- Parque Slaney [2]

Robert James Graves murió en su casa en Merrion Square, Dublín, el 20 de marzo de 1853. El año anterior a su muerte compró Cloghan Castle, Co. Offaly, donde los miembros de su familia continuaron residiendo hasta 1908.
- Plaza Merrion [3]
- Castillo de Cloghan [4]

Dejó su biblioteca, por valor de £ 30,000 incluso en ese momento, al Trinity College, Dublín, y no pudo patentar su invención de tener la mano que denota los segundos fijos en un reloj. En cambio, una firma de relojeros de Dublín a la que recetó casualmente este dispositivo para su propia asistencia personal hizo una fortuna vendiendo relojes de segunda mano en todo el mundo. William Stokes publicó una colección de varios de sus artículos, incluida una biografía, como Studies in Physiology and Medicine (Londres, 1863).
- Datos: Q779446
- Multimedia: Robert James Graves / Q779446